# Interplanetary Criminal
Interplanetary Criminal (* 1993 in Manchester; eigentlich: Zachary Bruce) ist ein britischer DJ und Musikproduzent.

## Leben
Interplanetary Criminal wurde in Manchester geboren, wo er auch aufwuchs. Dort besuchte er auch das College und die University of Manchester. 2012, parallel zu seinem Studiumsbeginn begann er als Musikproduzent und DJ zu wirken. Ursprünglich verwurzelt in der Garage-House- und Lo-Fi-Szene seiner Heimatstadt zog er zu dieser Zeit nach Leeds. Dort begann er mit einem Tape-Emulator zu arbeiten und veröffentlichte seine ersten düsteren Breaks und einen von Mall Grab, DJ Seinfeld und DJ Boring inspirierten eher düsteren Stil.
2016 zog er zurück nach Manchester. Es erschienen eine Reihe von Tracks über SoundCloud, bevor er 2017 seine erste EP über Dansu Discs veröffentlichte. Es folgten weitere EPs und Singles unter anderem über die bekannten Independent-Label Shall Not Fade und deren Sublabel Timeisnow.
2019 gründete er zusammen mit dem dänischen DJ Main Phase sein eigenes Label ATW. Als DJ spielte er unter anderem beim Warehouse Project und bei Parklife.
Der große Durchbruch gelang ihm 2022, als er Eliza Rose den Song B.O.T.A. (Baddest of Them All) zusandte. Sie schrieb dazu einen Text, der von Pam Griers Darstellung im Film Coffy – die Raubkatze (1973) inspiriert war. Der Song wurde zu einem Nummer-eins-Hit in den britischen Charts. Insgesamt war es der 1400. Nummer-eins-Hit und der erste Nummer-eins-Hits eines weiblichen DJs seit über 20 Jahren.

## Diskografie

### EPs
- 2017: Intergalactic Jack (E-Beamz)
- 2017: Out of Body (Kalahari Oyster Cult)
- 2018: Confused (Dansu Discs)
- 2019: Sleepwalker (Sneaker Social Club)
- 2019: Move Tools (Banoffee Pies)
- 2020: Nobody (Timeisnow)
- 2020: Darkside (Timeisnow)
- 2020: Warehouse Romance (Warehouse Rave)
- 2021: In My Arms (Timeisnow)
- 2021: Dangerous (Instinct)
- 2021: Ruff (mit DJ Cosworth) (Timeisnow)
- 2022: Atw002 (mit Main Phase)

### Singles
- 2019: Mind Games
- 2020: The Way
- 2020: Amazon Prime (Jungle)
- 2020: Crazy (Manchester Crew)
- 2020: Loss of Self Identity
- 2020: Machine Learning (Interplanetary Criminal Remix) (mit DJ Haus)
- 2021: Talboat Road
- 2021: Wicked Ya No (Interplanetary Criminal Remix) (mit Tower Block Dreams)
- 2021: In My Arms
- 2021: Let Loose
- 2021: Momofuku
- 2021: Higher (mit Groovy D & Anna Straker)
- 2021: Renegade (Interplanetary Criminal Remix) (mit Farsight)
- 2021: Trust Me (mit DJ Cosworth)
- 2021: Ruff (Hyper Remix) (mit DJ Cosworth)
- 2021: Starbeam (Interplanetary Criminal Remix) (mit M4A4)
- 2021: That Got Dark (Interplanetary Criminal Remix) (mit Bluetoof)
- 2022: Why
- 2022: Nah Tek It (Interplanetary Criminal Remix) (mit Sherrie B)
- 2022: B.O.T.A. (Baddest of Them All) (mit Eliza Rose)